# Ectopatria virginea
Ectopatria virginea là một loài bướm đêm thuộc họ Noctuidae. Nó được tìm thấy ở Nam Úc.